# Santa Monica (samhälle)
Santa Monica är ett samhälle i Brasilien.   Det ligger i kommunen Florianópolis och delstaten Santa Catarina, i den södra delen av landet, 1 300 km söder om huvudstaden Brasília. Santa Monica ligger 5 meter över havet och antalet invånare är 5 100. Det ligger på ön Ilha de Santa Catarina.
Terrängen runt Santa Monica är kuperad österut, men västerut är den platt. Havet är nära Santa Monica västerut. Trakten är tätbefolkad. Närmaste större samhälle är Florianópolis, 4,1 km väster om Santa Monica.
I omgivningarna runt Santa Monica växer i huvudsak städsegrön lövskog.